# 地質博物館 (布達佩斯)

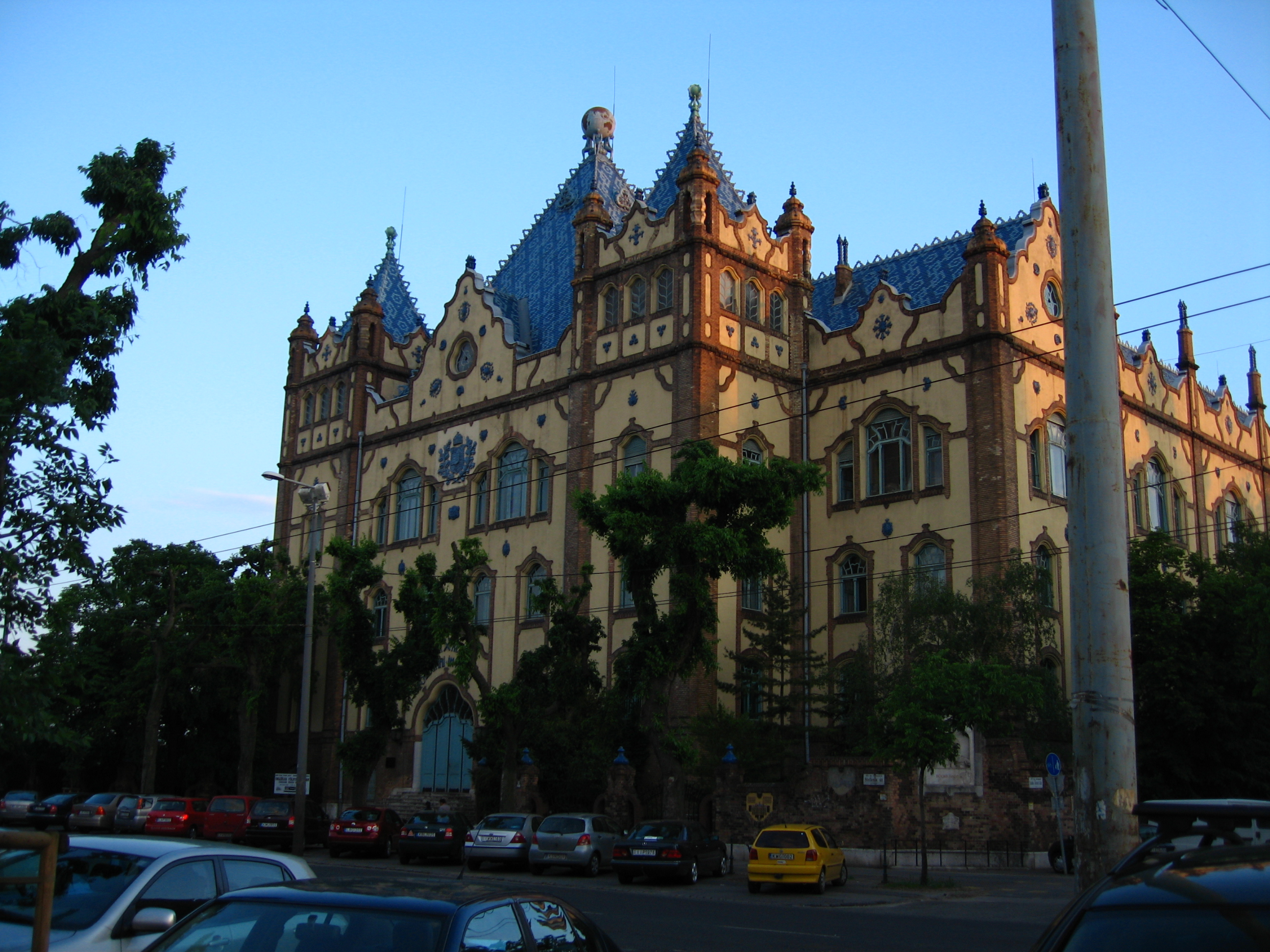
地質博物館

地質博物館（Geological Museum of Budapest）是匈牙利主要的地質學博物館，位於佩斯的西部。地質博物館最初是成立於1869年的匈牙利地質學會的總部。建築的設計者是新藝術運動的建築師Ödön Lechner，修建於1896年。現在這裡仍然是匈牙利地質機構的辦公地點。

## 外部連結
- Geological Museum of Hungary site

47°30′20.10″N 19°5′50.77″E / 47.5055833°N 19.0974361°E